# 間々田駅

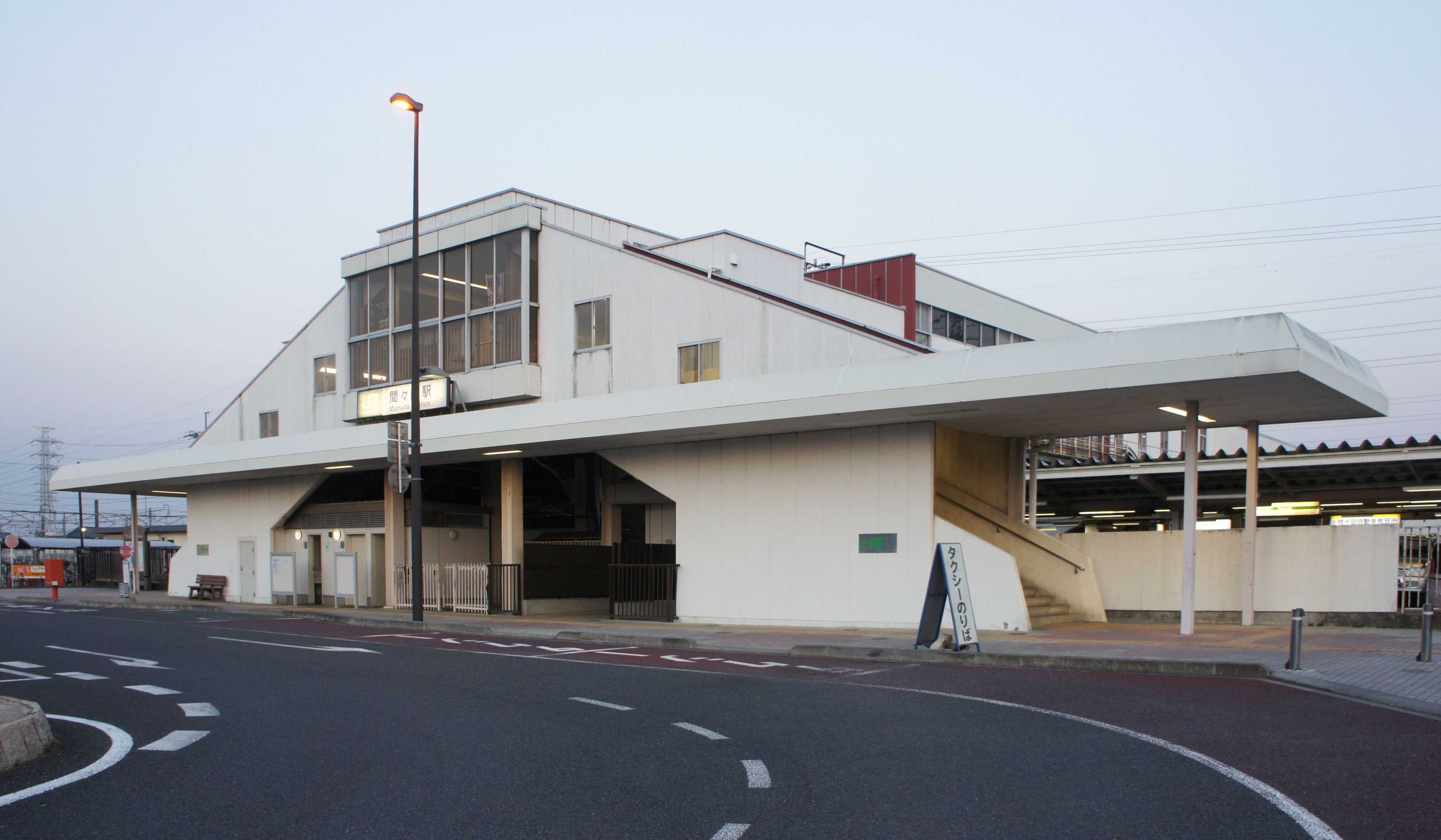
西口（2019年3月）

間々田駅（ままだえき）は、栃木県小山市乙女三丁目にある、東日本旅客鉄道（JR東日本）東北本線の駅である。
「宇都宮線」の愛称区間に含まれており、上野駅発着系統と、新宿駅経由で横須賀線に直通する湘南新宿ライン、上野駅・東京駅経由で東海道線に直通する上野東京ラインが停車する。

## 歴史
- 1894年（明治27年）4月1日：日本鉄道の駅として開業[2]。
- 1899年（明治32年）：乙女人車軌道開業。貨物専用で、思川乙女河岸と間々田駅に接続していた。
- 1906年（明治39年）11月1日：鉄道国有法により国有化[2]。
- 1909年（明治42年）10月12日：線路名称制定により東北本線の所属となる。
- 1917年（大正6年）：乙女人車軌道廃止。
- 1976年（昭和51年）5月1日：荷物扱い廃止[2]。
- 1977年（昭和52年）3月24日：貨物の取り扱いを廃止[2]。
- 1979年（昭和54年）2月：橋上駅舎供用開始[1]。
- 1987年（昭和62年）4月1日：国鉄分割民営化により東日本旅客鉄道の駅となる[2]。
- 1995年（平成8年）1月27日：自動改札設置[3]。
- 2001年（平成13年）11月18日：ICカードSuica供用開始。
- 2006年（平成18年）3月31日：エレベーター、東口公衆トイレ設置[4]。
- 2007年（平成19年）3月9日：みどりの窓口営業終了。

## 駅構造
単式ホーム2面2線を持つ地上駅。ホーム上に橋上駅舎を有している。
バリアフリー化工事前は快速・貨物列車等の待避用として島式ホームに2番線があり、2番線と3番線で島式ホームを形成していた。現在は2番線に当たる架線・線路は取り外されて、3番線ホーム用のエレベータが2番線の旧軌道跡地に設置されている。
駅舎へ連絡するエレベーター、公衆トイレ（東口）があり、改札内から駅ホームに連絡するエレベーター、トイレ（身障者等対応）、飲料自動販売機がある。エスカレータは設置されていない。JR東日本ステーションサービスが業務を受託する業務委託駅（小山駅管理）で、自動改札機（Suicaオートチャージ対応）、自動精算機、指定席券売機が設置されている。

### のりば
| 番線 | 路線                 | 方向 | 行先                             |
| ---- | -------------------- | ---- | -------------------------------- |
| 1    | ■ 宇都宮線（東北線） | 下り | 小山・宇都宮・黒磯方面           |
| 3    | ■ 宇都宮線（東北線） | 上り | 大宮・東京・新宿・横浜・大船方面 |
| 3    | ■ 湘南新宿ライン     | 上り | 大宮・東京・新宿・横浜・大船方面 |
| 3    | ■ 上野東京ライン     | 上り | 大宮・東京・新宿・横浜・大船方面 |

（出典：JR東日本:駅構内図）
- 湘南新宿ラインの列車は前述のように横須賀線へ直通する。

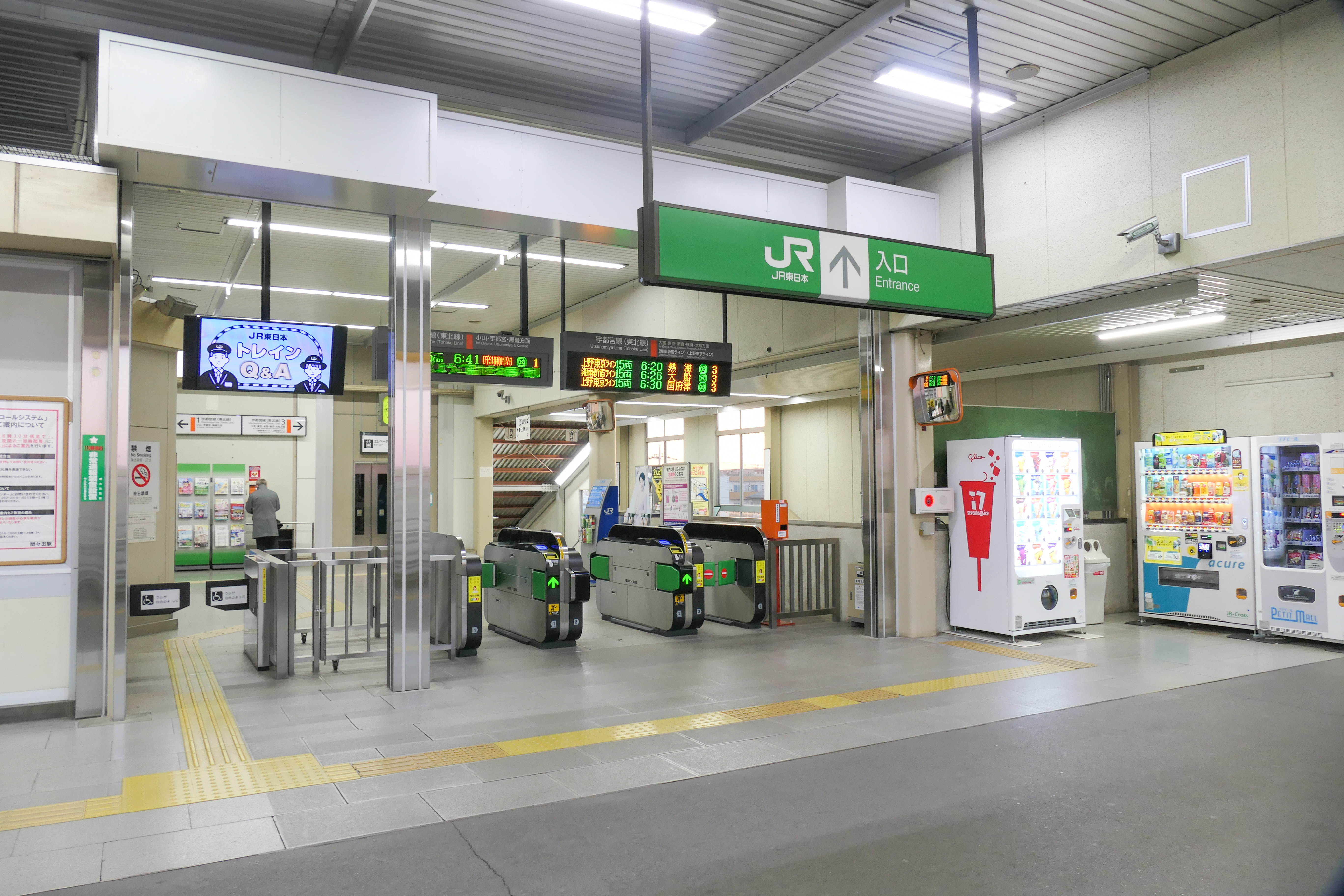
改札口（2023年2月）
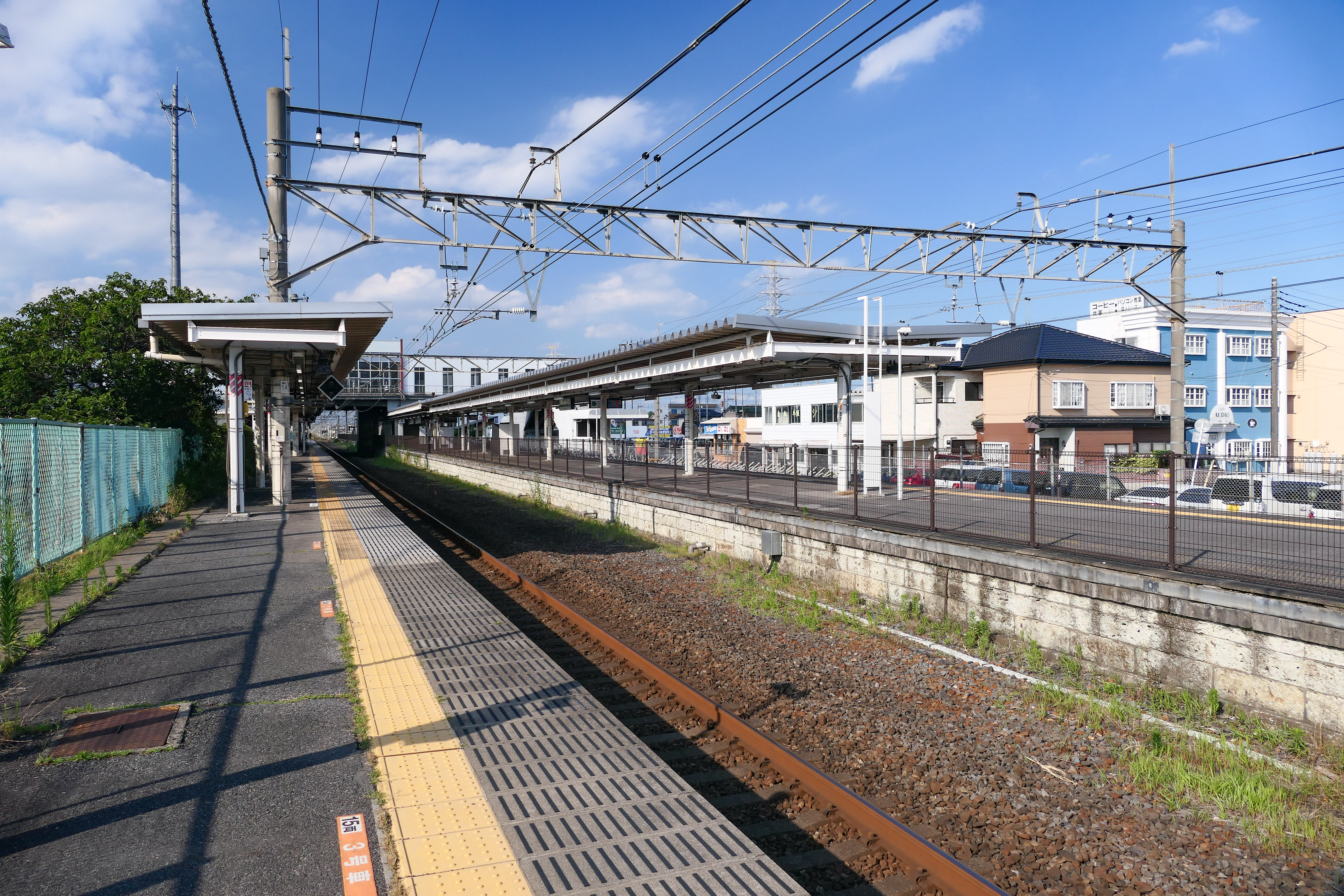
ホーム（2024年6月）

## 利用状況
JR東日本によると、2023年度（令和5年度）の1日平均乗車人員は3,742人である。
2000年度（平成12年度）以降の推移は以下のとおりである。
| 乗車人員推移       | 乗車人員推移     | 乗車人員推移    |
| 年度               | 1日平均 乗車人員 | 出典            |
| ------------------ | ---------------- | --------------- |
| 2000年（平成12年） | 4,437            | [ 利用客数 2 ]  |
| 2001年（平成13年） | 4,365            | [ 利用客数 3 ]  |
| 2002年（平成14年） | 4,348            | [ 利用客数 4 ]  |
| 2003年（平成15年） | 4,348            | [ 利用客数 5 ]  |
| 2004年（平成16年） | 4,328            | [ 利用客数 6 ]  |
| 2005年（平成17年） | 4,282            | [ 利用客数 7 ]  |
| 2006年（平成18年） | 4,253            | [ 利用客数 8 ]  |
| 2007年（平成19年） | 4,282            | [ 利用客数 9 ]  |
| 2008年（平成20年） | 4,339            | [ 利用客数 10 ] |
| 2009年（平成21年） | 4,178            | [ 利用客数 11 ] |
| 2010年（平成22年） | 4,166            | [ 利用客数 12 ] |
| 2011年（平成23年） | 4,075            | [ 利用客数 13 ] |
| 2012年（平成24年） | 4,211            | [ 利用客数 14 ] |
| 2013年（平成25年） | 4,396            | [ 利用客数 15 ] |
| 2014年（平成26年） | 4,308            | [ 利用客数 16 ] |
| 2015年（平成27年） | 4,297            | [ 利用客数 17 ] |
| 2016年（平成28年） | 4,333            | [ 利用客数 18 ] |
| 2017年（平成29年） | 4,320            | [ 利用客数 19 ] |
| 2018年（平成30年） | 4,334            | [ 利用客数 20 ] |
| 2019年（令和元年） | 4,225            | [ 利用客数 21 ] |
| 2020年（令和02年） | 3,224            | [ 利用客数 22 ] |
| 2021年（令和03年） | 3,319            | [ 利用客数 23 ] |
| 2022年（令和04年） | 3,546            | [ 利用客数 24 ] |
| 2023年（令和05年） | 3,742            | [ 利用客数 1 ]  |

## 駅周辺
旧間々田町中心部の日光街道・間々田宿は2キロ弱ほど北に離れている。駅に近く交通も至便な乙女地区には金融機関支店や商店街、アパートなどの集合住宅や福祉施設、医療施設、工場などが集積。道路が狭く空洞化の激しい間々田地区に代わって、利便性・居住性が高まってきている。
また当駅周辺は高度経済成長期以降に小山駅まで東京近郊区間に組み込まれるなど東京方面との結び付きが強まったことなどにより、当地小山都市圏だけでなく東京通勤通学圏のベッドタウンとしての性格を併せ持つ住宅地開発が進捗し、社会的人口流入が進んだ。これによって駅勢圏の人口は急増し、駅利用者数も増加していった。近年は駅勢圏住民の高齢化や団塊の世代の定年退職により利用者数はピーク時に比べ減少している。しかし、都市再生機構により美しが丘地区に「グリーンタウン小山南」が開発されるなど、駅としての新規利用者の獲得が進んでいる。
また2016年1月には、新小山市民病院が神鳥谷地区に新築移転となり、患者及び遠方からの見舞客の当駅利用が、中心市街地を経由せず短時間でアクセスができることから、小山駅利用と併せて重要なアクセス駅となっている。
- 栃木県道103号間々田停車場線（西口） - 国道4号
- 小山警察署間々田駅前交番（西口）
- 栃木銀行間々田支店
- JAおやま間々田支店
- 小山乙女郵便局
- 小山市立博物館
- 乙女不動原瓦窯跡（国史跡）
- 小山市立車屋美術館
- 小山市消防署間々田分署
- 宇都宮国道事務所小山出張所
- オリジン間々田工場
- 乙女浅草商店街
- たいらや間々田店
- とりせん 美しが丘店
- かましん 間々田店
- ベルク フォルテ間々田店
- スーパーセンタートライアル間々田店
- ウエルシア美しが丘店・小山間々田店
- ドラッグセイムス乙女店
- マツモトキヨシフォルテ間々田店
- ホームプラザナフコ小山店

### 西口
駅開業当初からの駅出入口である。かつては工場が駅に直結しており、旅客駅ではなく普通駅だった。
現在は工場跡にはマンションが建ち、新4号国道の開通もあって、国道4号の交通量が少なくなるなど環境も改善してきている。西口からは、市役所支所等を併設する「しらさぎ館」や、総合病院などを結ぶ路線バスと国道4号を経由し小山駅へ向かう小山市コミュニティバス(愛称 おーバス)が発着している。駅から線路沿いに乙女浅草商店街が形成されているが、空洞化がみられる。
大規模駐輪場を備えている。
間々田駅前交番を始め、主な官公署・文化施設等は西口側にある。

### 東口
1979年2月に橋上駅舎化にあわせて東口が完成した。当初東口は、商業地の集積が望まれたが、現状では住宅を中心としたものとなっている。またコンビニエンスストア、飲食店、診療所等の集積が進んでいる。周辺地区の玄関口となるとともに、栃木県立小山南高等学校の通学口でもある。美しが丘ニュータウン方面への路線バスや新小山市民病院方面への小山市コミュニティバスが発着しており、その玄関口としての機能をもっている。2007年夏には駅前広場が整備された。
大規模な自転車駐輪場を備えている。
かつて、駅がある暁地区と隣接する平和（ひらわ）地区との間に農家の防風林からなるグリーンベルトがあったが、市街地整備のため、2019年現在、ほとんど消失している。

## バス路線

### 東口発着
- 小山市コミュニティバス（おーバス）[5]
  - 間々田東西線：光南病院行 / 新市民病院行
  - デマンドバス（大谷中南部・間々田東地区エリア）

### 西口発着
- 小山市コミュニティバス（おーバス）[5]
  - 間々田線：小山駅西口行
  - 間々田東西線：光南病院行 / 新市民病院行
  - デマンドバス（寒川・生井エリア）
- おーバス[6]
  - 渡良瀬ライン：部屋南部桜づつみ公園（ラムサール渡良瀬遊水地駅）行 / 小山駅西口行

## その他
かつて水戸線直通急行「つくばね」は、短絡線を通って水戸線へ乗り入れる関係で隣の小山駅に停車することができなかったため、代替的に当駅に停車していた。短絡線は廃線となっており、撤去済みである。

## 隣の駅
東日本旅客鉄道（JR東日本）
■宇都宮線
■快速（「ラビット」を含む）
通過
■普通
野木駅 - 間々田駅 - 小山駅

### 記事本文
1. 1 2 3 4 5 6  『週刊 JR全駅・全車両基地』 05号 上野駅・日光駅・下館駅ほか92駅、朝日新聞出版〈週刊朝日百科〉、2012年9月9日、24頁。
2. 1 2 3 4 5  石野哲 編『停車場変遷大事典 国鉄・JR編 Ⅱ』（初版）JTB、1998年10月1日、394頁。ISBN 978-4-533-02980-6。
3. ↑  「JR年表」『JR気動車客車編成表 '96年版』ジェー・アール・アール、1996年7月1日、183頁。ISBN 4-88283-117-1。
4. ↑  「JR間々田駅 利用者の利便性向上へ エレベーター、トイレ設置」『下野新聞』下野新聞社、2006年4月1日、朝刊、9面。
5. 1 2  
おーバス 間々田駅発着 2017年7月8日閲覧
6. ↑  県内初！広域公営路線バスが実現！～新規路線「渡良瀬ライン」が開通しました～ 2019年3月21日閲覧

### 利用状況
1. 1 2  “各駅の乗車人員（2023年度）”.   東日本旅客鉄道. 2024年7月20日閲覧。
2. ↑  “各駅の乗車人員（2000年度）”.   東日本旅客鉄道. 2019年2月13日閲覧。
3. ↑  “各駅の乗車人員（2001年度）”.   東日本旅客鉄道. 2019年2月13日閲覧。
4. ↑  “各駅の乗車人員（2002年度）”.   東日本旅客鉄道. 2019年2月13日閲覧。
5. ↑  “各駅の乗車人員（2003年度）”.   東日本旅客鉄道. 2019年2月13日閲覧。
6. ↑  “各駅の乗車人員（2004年度）”.   東日本旅客鉄道. 2019年2月13日閲覧。
7. ↑  “各駅の乗車人員（2005年度）”.   東日本旅客鉄道. 2019年2月13日閲覧。
8. ↑  “各駅の乗車人員（2006年度）”.   東日本旅客鉄道. 2019年2月13日閲覧。
9. ↑  “各駅の乗車人員（2007年度）”.   東日本旅客鉄道. 2019年2月13日閲覧。
10. ↑  “各駅の乗車人員（2008年度）”.   東日本旅客鉄道. 2019年2月13日閲覧。
11. ↑  “各駅の乗車人員（2009年度）”.   東日本旅客鉄道. 2019年2月13日閲覧。
12. ↑  “各駅の乗車人員（2010年度）”.   東日本旅客鉄道. 2019年2月13日閲覧。
13. ↑  “各駅の乗車人員（2011年度）”.   東日本旅客鉄道. 2019年2月13日閲覧。
14. ↑  “各駅の乗車人員（2012年度）”.   東日本旅客鉄道. 2019年2月13日閲覧。
15. ↑  “各駅の乗車人員（2013年度）”.   東日本旅客鉄道. 2019年2月13日閲覧。
16. ↑  “各駅の乗車人員（2014年度）”.   東日本旅客鉄道. 2019年2月13日閲覧。
17. ↑  “各駅の乗車人員（2015年度）”.   東日本旅客鉄道. 2019年2月13日閲覧。
18. ↑  “各駅の乗車人員（2016年度）”.   東日本旅客鉄道. 2019年2月13日閲覧。
19. ↑  “各駅の乗車人員（2017年度）”.   東日本旅客鉄道. 2019年2月13日閲覧。
20. ↑  “各駅の乗車人員（2018年度）”.   東日本旅客鉄道. 2019年7月11日閲覧。
21. ↑  “各駅の乗車人員（2019年度）”.   東日本旅客鉄道. 2020年7月10日閲覧。
22. ↑  “各駅の乗車人員（2020年度）”.   東日本旅客鉄道. 2021年7月22日閲覧。
23. ↑  “各駅の乗車人員（2021年度）”.   東日本旅客鉄道. 2022年8月5日閲覧。
24. ↑  “各駅の乗車人員（2022年度）”.   東日本旅客鉄道. 2023年7月9日閲覧。